# The Twilight Saga: New Moon
(Tagline del film)
The Twilight Saga: New Moon è un film del 2009 diretto da Chris Weitz e sceneggiato da Melissa Rosenberg, adattamento cinematografico dell'omonimo romanzo del 2006 di Stephenie Meyer e seguito di Twilight, film campione d'incassi nel 2008.
Si era deciso inizialmente che il film doveva uscire nel 2010 in caso di ritardi di produzione; in seguito è stato annunciato che sarebbe uscito in italia il 20 novembre 2009, data poi anticipata al 18 dello stesso mese in concomitanza con la data d'uscita statunitense.

## Trama
Bella Swan partecipa ad una festa per il suo diciottesimo compleanno organizzata in casa della famiglia di Edward Cullen, il vampiro eternamente diciassettenne di cui si è innamorata. Aprendo un regalo, la ragazza si ferisce accidentalmente con la carta del pacco, scatenando così la reazione violenta di uno dei membri della famiglia Cullen, Jasper che, essendo l'ultimo arrivato nel clan, non riesce a controllare la sua sete di sangue come gli altri vampiri, che invece hanno scelto di non nutrirsi di esseri umani. Edward protegge Bella evitando il peggio ma, dopo questo ennesimo episodio di pericolo, riflette sul fatto che lui e la sua famiglia mettono in costante pericolo la vita della ragazza. Inoltre, l'intera famiglia Cullen è ormai consapevole del fatto che potrebbe ricevere vendette da parte di altri vampiri per aver ucciso James.
Edward decide quindi di lasciare Bella, facendole credere di aver preso questa decisione a cuor leggero, trasferendosi con la famiglia lontano da Forks.
Bella passa quattro mesi in depressione per via dell'abbandono, ma poi riesce a risollevarsi grazie all'amicizia che stringe con Jacob Black, un amico di infanzia di origine nativo americana. I due ragazzi cominciano a frequentarsi e tra loro nasce una complicità particolare che porterà Bella ad alleviare il dolore per la lontananza di Edward, ma che invece farà innamorare Jacob. Inoltre, Jacob subisce la trasformazione in licantropo, gene che accomuna quasi tutti i ragazzi adolescenti della sua tribù.
Anche se non potrebbe rivelare a nessuno la sua vera natura, Jacob riesce a far capire a Bella cosa gli è successo e tra i due in seguito non ci saranno più segreti che riguardano il mondo dei licantropi e quello dei vampiri.
Jacob svilupperà un odio profondo nei confronti di Edward, sia per aver abbandonato Bella, che per la sua natura di vampiro, nemico naturale del suo popolo.
Per un fraintendimento tra la visione del futuro di Alice Cullen ed una telefonata mal interpretata, Edward crede che Bella si sia tolta la vita e, non avendo più ragione di esistere per il dolore che prova, decide di recarsi a Volterra in Italia per trovare la morte a sua volta per mano dei Volturi, un antico e potente clan, nonché famiglia reale dei vampiri.
Bella interverrà grazie all'aiuto di Alice e salverà Edward dalla morte, incappando però nei temutissimi Volturi, che da quel momento in poi sapranno della sua esistenza e del rapporto malvisto tra il vampiro e l'umana.
Aro, uno dei tre capi supremi dei Volturi, chiederà ad Edward di affrettare la trasformazione in vampira di Bella, al fine di evitare un intervento da parte loro per ucciderla, essendo la ragazza venuta a sapere troppo dell'oscuro mondo dei vampiri.
Restio a privare la sua amata di una vita normale, Edward promette a Bella che la trasformerà in vampiro lui stesso soltanto se prima i due si sposeranno.

## Personaggi
I Cullen
- Peter Facinelli nel ruolo di Carlisle Cullen il capofamiglia dei Cullen. Carlisle è un medico e con la sua famiglia ha deciso di non nutrirsi di esseri umani ma di animali definendo il loro stile di vita da "vegetariani";
- Robert Pattinson nel ruolo di Edward Cullen il vampiro nato nel 1901 che si è fermato all'età di diciassette anni e che si innamora dell'umana Bella Swan. È uno dei figli adottati da Carlisle ed Esme Cullen. Lo stesso Carlisle lo trasforma in vampiro e lo adotta salvandolo dalla morte a cui, essendo malato di spagnola, è condannato. Ha il dono di leggere in tutte le menti, ma non in quella di Bella;
- Elizabeth Reaser nel ruolo di Esme Cullen la figura materna della famiglia Cullen, moglie di Carlisle. Esme è stata salvata dalla morte dopo essersi gettatta da una scogliera da Carlisle che l'ha trasformata in vampiro;
- Ashley Greene nel ruolo di Alice Cullen, anche lei adottata dalla famiglia Cullen. Possiede il dono di prevedere il futuro. Alcune visioni sono più sicure di altre, come quelle delle previsioni di borsa o del tempo. Quelle che riguardano le persone, invece, sono più incerte. Alice vede il futuro quando una persona prende una decisione. Se la decisione cambia, cambia anche il futuro. È la moglie di Jasper Hale;
- Jackson Rathbone nel ruolo di Jasper Hale, vampiro con il dono di controllare le emozioni. Jasper trova ancora difficile vivere da vegetariano essendo l'ultimo arrivato in famiglia. Anche lui è stato adottato dai Cullen.
- Nikki Reed nel ruolo di Rosalie Hale, la bellissima vampira con un carattere volubile che non vede di buon occhio la relazione tra Edward e Bella. Anche lei è stata creata ed adottata da Carlisle che l'ha trovata in fin di vita dopo aver subito uno stupro. È sposata con Emmett Cullen;
- Kellan Lutz nel ruolo di Emmett Cullen, il più forte della famiglia Cullen. Emmett è stato trovato in fin di vita da Rosalie, dopo un'aggressione da parte di un Grizzly e dopo la trasformazione, avvenuta per mano di Carlisle, è stato anche lui adottato dalla famiglia Cullen.

Gli umani
- Kristen Stewart nel ruolo di Bella Swan, l'umana che si innamora, ricambiata, di Edward Cullen.
- Billy Burke nel ruolo di Charlie Swan, padre di Bella e sceriffo della cittadina di Forks.
- Gil Birmingham nel ruolo di Billy Black; è il padre di Jacob Black ed essendo uno degli anziani della tribù dei Quileute è a conoscenza del segreto dei Cullen e dei licantropi;
- Graham Greene nel ruolo di Harry Clearwater; uno degli anziani dei Quileute, padre di Leah e Seth;
- Tinsel Korey nel ruolo di Emily Young, la donna della quale Sam Uley subisce l'imprinting. Ha il volto sfregiato da un attacco di rabbia involontario del suo fidanzato.
- Christian Serratos è Angela Weber, compagna di scuola e amica di Bella.
- Michael Welch è Mike Newton, compagno di scuola di Bella.
- Anna Kendrick è Jessica Stanley, compagna di scuola e amica di Bella.
- Justin Chon è Eric Yorkie, compagno di scuola di Bella.

I Volturi
- Michael Sheen nel ruolo di Aro. Aro è considerato il leader dei Volturi e ha il potere di leggere nelle menti ma solamente con il tocco delle mani. Il suo potere è diverso da quello di Edward perché quest'ultimo, anche se a distanza, può leggere solo lo scorrere dei pensieri. Aro, invece, legge ogni pensiero che sia mai stato concepito. Ha un carattere molto calmo ma questa tranquillità è solo apparenza. In realtà è molto malvagio e aspira a raggruppare nel suo clan i vampiri che possiedono poteri eccezionali come Edward e Alice. Nel film "The New Moon" s'innamora segretamente di Bella.
- Jamie Campbell Bower nel ruolo di Caius. Caius è considerato il più aggressivo dei tre anziani e odia in modo profondo i licantropi;
- Christopher Heyerdahl nel ruolo di Marcus; è considerato il meno pericoloso del trio essendo perennemente annoiato e neutrale. Ha il potere di visualizzare e comprendere il rapporto esistente tra due persone.

Membri della guardia
- Dakota Fanning nel ruolo di Jane. Anche lei possiede capacità mentali potenti essendo in grado di creare un'illusione di dolore alle proprie vittime con la sola forza del pensiero;
- Cameron Bright nel ruolo di Alec. Fratello di Jane, possiede anche lui dei poteri mentali con cui può mettere fuorigioco più nemici contemporaneamente; infatti riesce ad inibire i sensi.
- Charlie Bewley nel ruolo di Demetri. È un segugio simile a James ma più abile infatti non segue la scia di odore della vittima bensì la scia dei pensieri;
- Daniel Cudmore nel ruolo di Felix, vampiro con la peculiarità di essere molto forte;
- Noot Seear nel ruolo di Heidi. Heidi è una vampira molto avvenente che procura le vittime ai Volturi adescando i turisti con la scusa di un giro nel castello medievale della città.

I licantropi

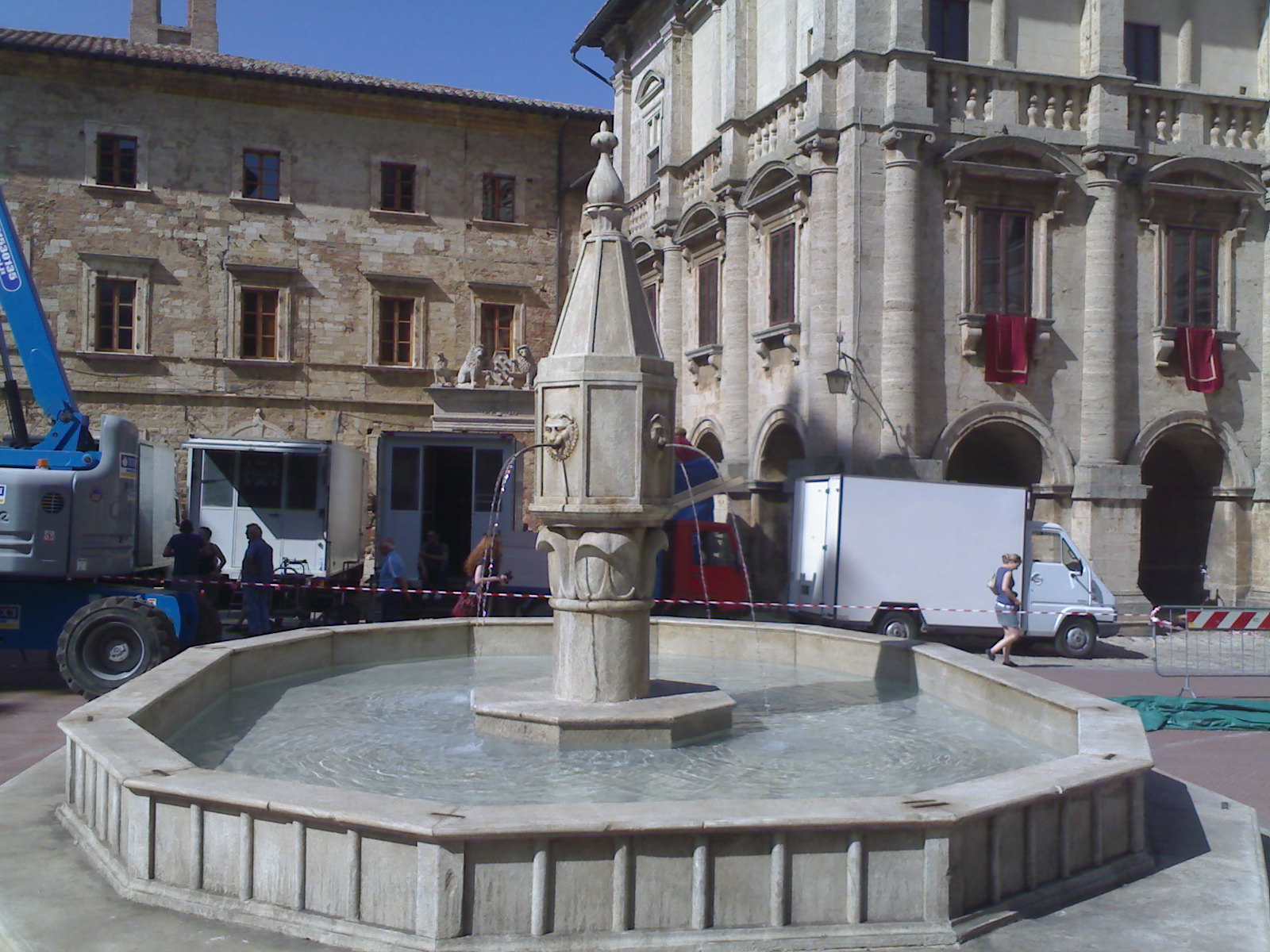
Fontana del film a Montepulciano in Piazza Grande

- Taylor Lautner nel ruolo di Jacob Black, il licantropo che stringe una tenera amicizia con Bella e che successivamente se ne innamora, scatenando la gelosia di Edward e la nascita della futura competizione fra loro;
- Chaske Spencer nel ruolo di Sam Uley[5]; Sam è il capobranco dei licantropi ed è il primo dopo secoli a trasformarsi in licantropo (a causa dei Cullen nella zona);
- Alex Meraz nel ruolo di Paul[5], il più aggressivo del branco non vede di buon occhio il fatto che Bella sia a conoscenza del loro segreto;
- Kiowa Gordon nel ruolo di Embry Call[5], un altro membro del branco;
- Tyson Houseman nel ruolo di Quil Ateara[5]. Quil subisce l'imprinting con la nipote di Emily Young nonostante la piccola Claire abbia solo due anni;
- Bronson Pelletier nel ruolo di Jared[5], il secondo membro del branco ad avere subito la trasformazione in licantropo dopo il capobranco Sam, seguito poi da Paul.

I nomadi
- Rachelle Lefèvre nel ruolo di Victoria; Victoria è intenzionata a vendicare l'uccisione del suo compagno James da parte di Edward dando la caccia a Bella. Ha un incredibile istinto per la fuga ma segue costantemente la ragazza in attesa di ucciderla.
- Edi Gathegi nel ruolo di Laurent; Laurent faceva parte del trio di nomadi insieme a Victoria e a James ma poi si è separato da loro andando a trascorrere del tempo con il Clan di Denali. Durante il suo soggiorno diventa il compagno di una vampira del clan: Irina.

## Produzione
La Summit Entertainment ha annunciato l'acquisizione dei diritti cinematografici dell'intera saga letteraria una settimana prima dell'uscita di Twilight dichiarando che Melissa Rosenberg era già al lavoro nella stesura della sceneggiatura di Eclipse.

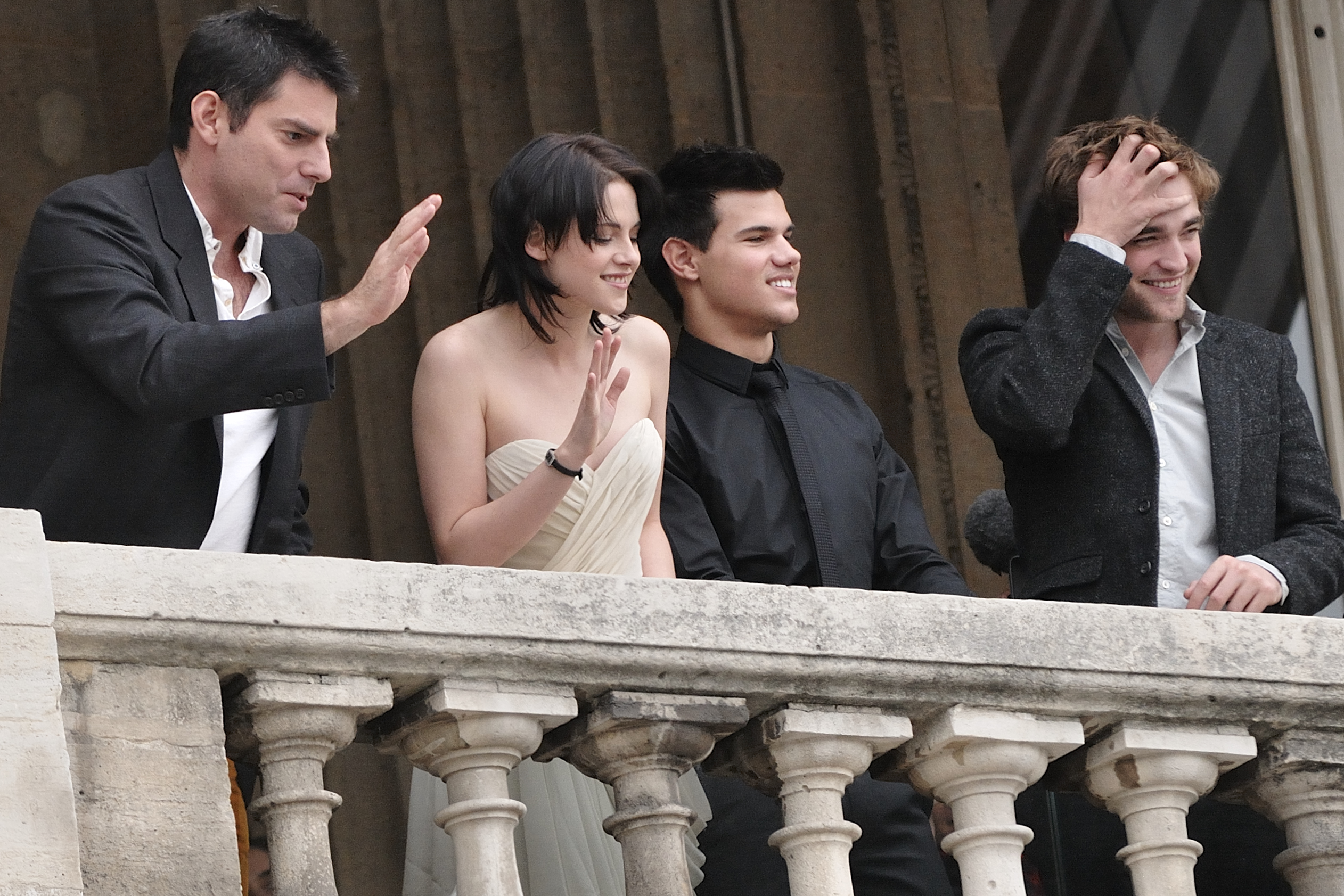
Il regista Chris Weitz con i protagonisti del film fotografati al Crillon Hotel di Parigi - 10 novembre 2009

Il 22 novembre 2008, giorno seguente all'uscita cinematografica di Twilight, a seguito del successo ricavato dal debutto del film nelle sale, la casa di produzione ha annunciato la trasposizione di New Moon, la cui sceneggiatura scritta dalla Rosenberg era stata ultimata alcuni giorni precedenti la prima statunitense. L'inizio delle riprese del film era inizialmente prevista per febbraio 2009. Per risparmiare sul bilancio finale si sarebbe dovuto girare in concomitanza anche il terzo capitolo della saga di Twilight, tratto da Eclipse tesi successivamente smentita dalla regista Catherine Hardwicke in una conferenza stampa tenutasi a Roma durante la prima nazionale di Twilight. Infatti il seguito di New Moon all'epoca, era ancora in corso di scrittura e mancava ancora la conferma della Hardwicke come regista e la data d'uscita.
La pre-produzione è durata 12 settimane ed è iniziata nella metà del dicembre 2008. Durante questo periodo sono stati organizzati i casting e gli allestimenti per l'inizio delle riprese che sono iniziate a marzo 2009. Il bilancio di produzione è salito rispetto al primo film da 37 a 50 milioni di dollari utilizzati per la maggior parte come pagamento del salario degli attori e per gli effetti speciali.

### Regia
La casa di produzione aveva inizialmente pensato di riconfermare Catherine Hardwicke alla regia di New Moon anche grazie al successo riscosso da Twilight. Tuttavia per divergenze legate ai tempi di produzione la Summit Entertainment ha optato per il suo licenziamento. Poco tempo dopo è stato confermato alla regia Chris Weitz già regista e sceneggiatore del film fantastico La bussola d'oro (2007).
(Chris Weitz sul film)

### Sceneggiatura

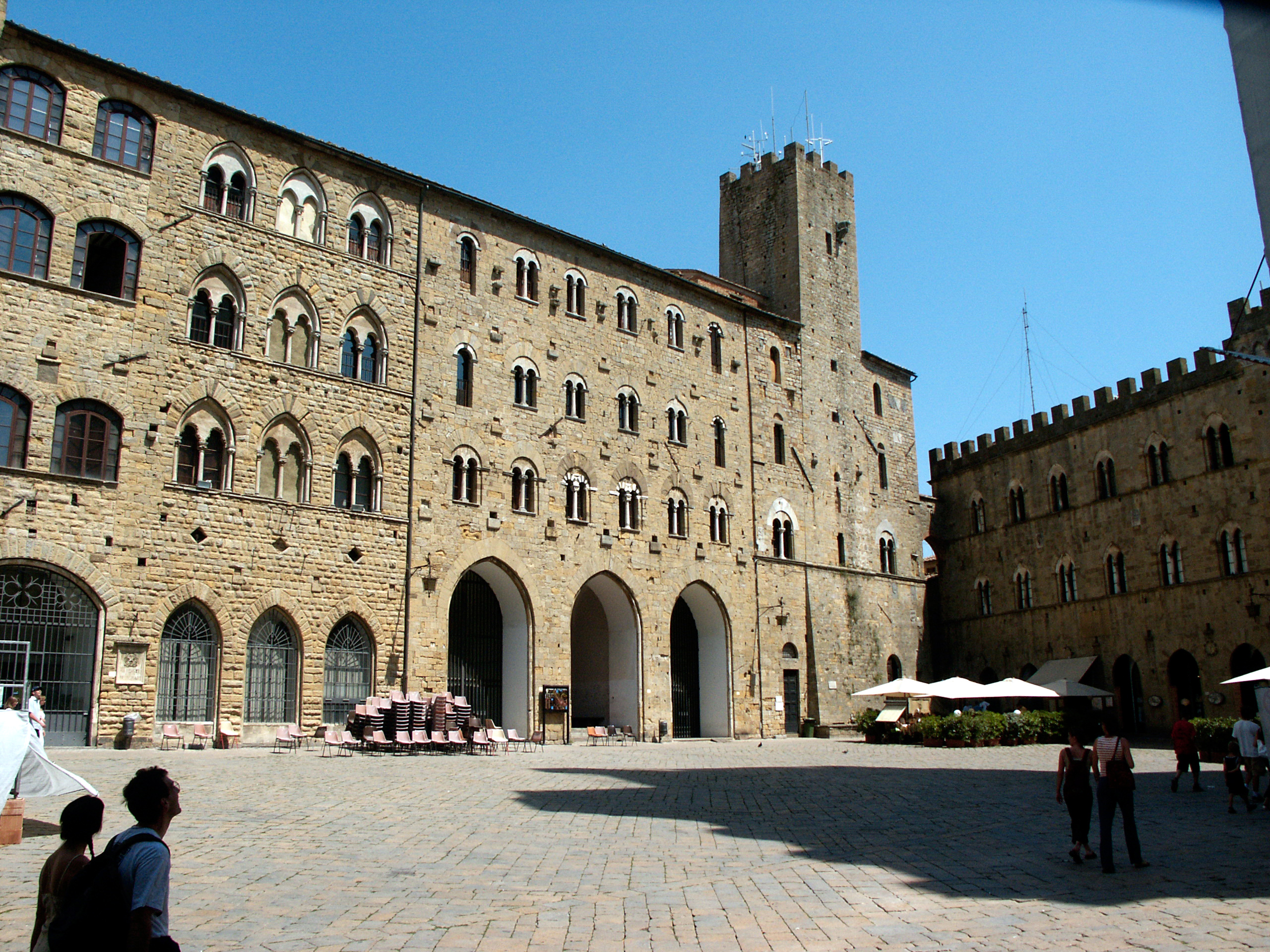
Piazza dei Priori, Volterra (Pisa); una delle location del romanzo.

Come per il primo episodio tratto dalla saga di Twilight la sceneggiatura è stata affidata a Melissa Rosenberg. Il personaggio di Edward Cullen nel romanzo di New Moon ha un ruolo minore rispetto a quello di Twilight. Infatti Edward appare spesso nei pensieri di Bella ma questa presenza sarebbe stata difficile da realizzare a livello cinematografico. Una delle difficoltà con la quale la produzione si è dovuta scontrare era appunto il fatto di dover usare una voce fuori campo per permettere la presenza del vampiro in alcune scene anche se non appare fisicamente.
La Rosenberg ha dichiarato che tra le prime idee prese in considerazione per la sceneggiatura c'era quella di far apparire Edward nella mente di Bella nelle scene in cui il personaggio era tagliato in modo da enfatizzare il più possibile la storia tra i due ragazzi.

### Cast

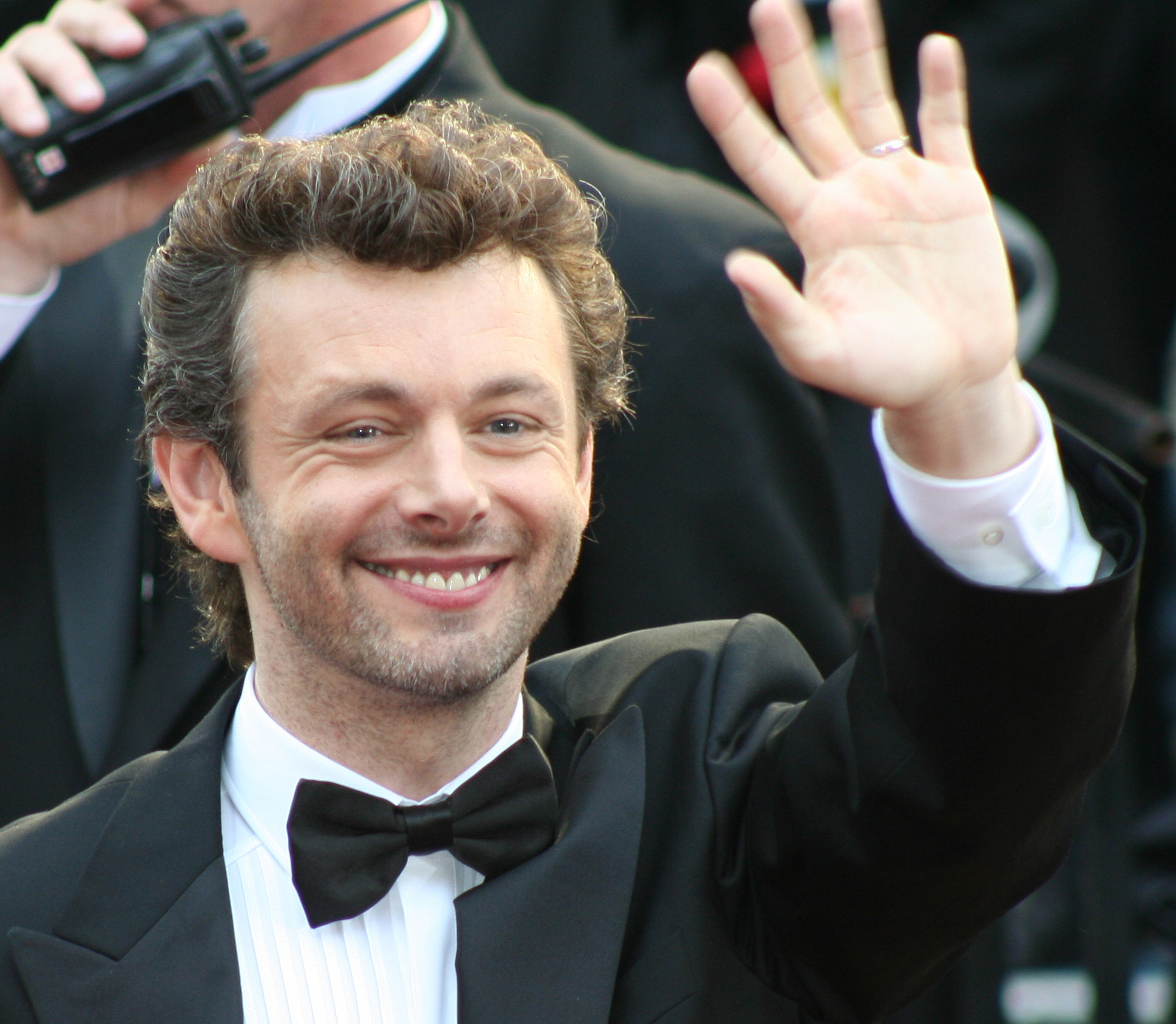
Michael Sheen - Aro

Alcuni degli attori principali hanno preventivamente firmato un contratto di presenza in tre film dei capitoli della saga durante la conferma per il film Twilight, tra questi i protagonisti Kristen Stewart che interpreta il ruolo di Bella Swan e Robert Pattinson che ricopre il ruolo del vampiro Edward Cullen.
Dato che il personaggio di Jacob Black in New Moon si trasforma in licantropo, assumendo connotazioni fisiche imponenti, la produzione era inizialmente convinta di sostituire l'attore Taylor Lautner con Michael Copon attore statunitense già visto nella serie TV Power Rangers. Questa sostituzione era dovuta al fatto che Lautner avesse un fisico troppo adolescenziale per poter rappresentare Jacob Black in questa fase della storia. Nonostante questo, il regista ha annunciato sul sito ufficiale della scrittrice Stephenie Meyer che l'attore avrebbe ricoperto nuovamente il ruolo del giovane licantropo.
Infatti Taylor Lautner è riuscito ad ottenere la ri-conferma del suo ruolo intensificando esercizi giornalieri di pesi e ginnastica varia per aumentare la massa muscolare necessaria ad interpretare la parte.
Robert Pattinson ha rinunciato a partecipare al film Part per Billion del regista Brian Horiuchi per non accavallare i due progetti dato che l'inizio delle riprese del film erano previste nello stesso periodo di New Moon.
Per il ruolo di Jane è stata scelta l'attrice Dakota Fanning. L'attrice quindicenne è stata indicata per il ruolo senza aver preventivamente partecipato ad un'audizione. Come già era avvenuto per l'ingaggio di Robert Pattinson nel ruolo di Edward Cullen, la schiera di fan in tutto il mondo ha istituito una petizione online con tanto di lettera indirizzata al regista Chris Weitz per boicottare l'ingaggio della Fanning nel ruolo di Jane.

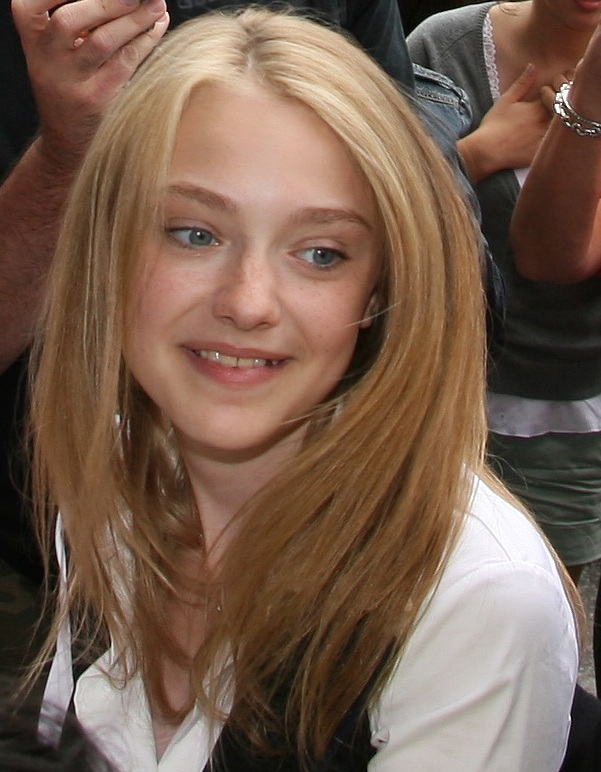
Dakota Fanning - Jane

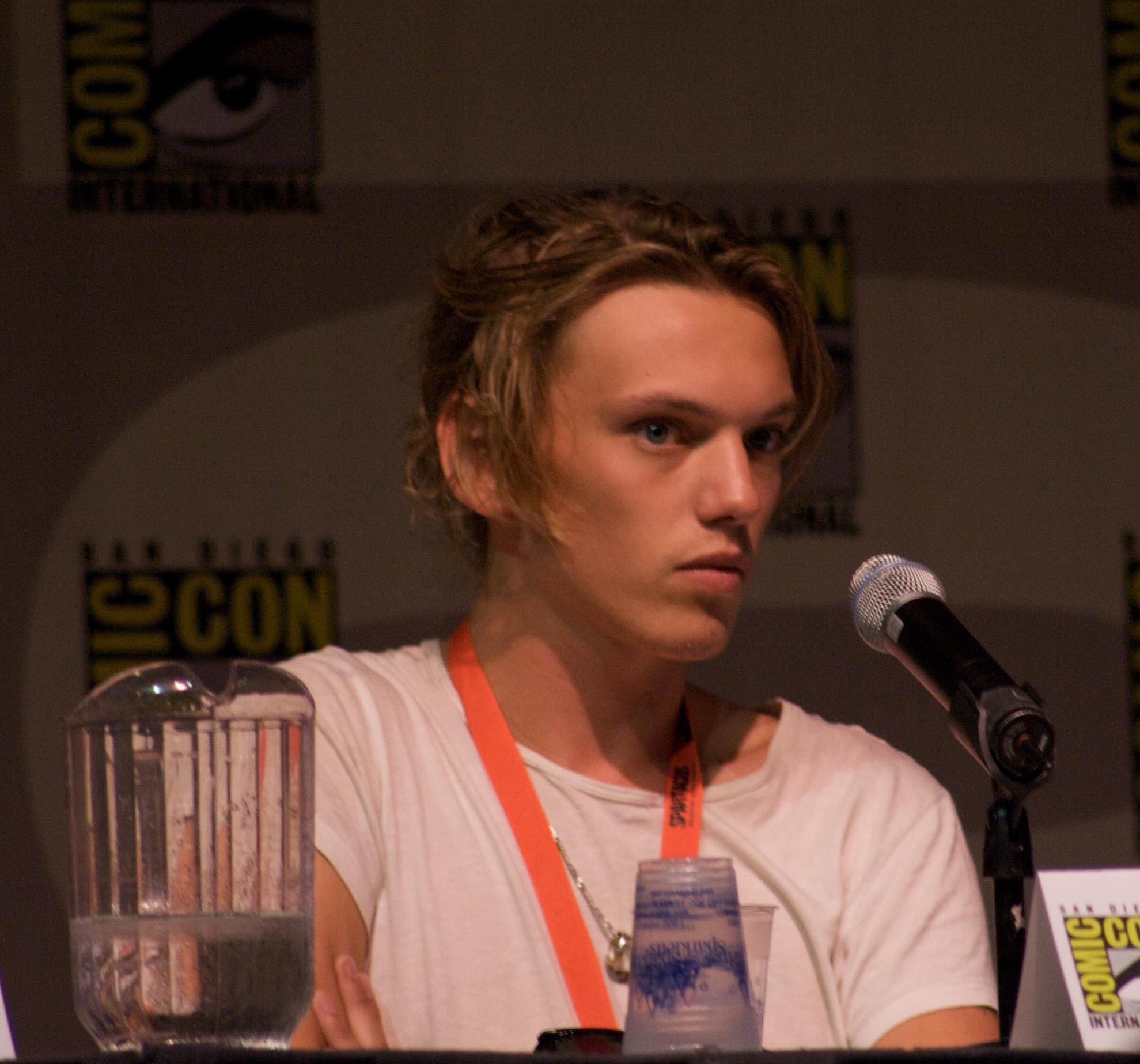
Jamie Campbell Bower - Caius

Ad interpretare Alec, fratello di Jane è l'attore canadese Cameron Bright, giovane interprete di film come Birth - Io sono Sean del 2004 accanto Nicole Kidman e di X-Men - Conflitto finale del 2005 dove interpretava Jimmy, il ragazzo mutante in grado di annullare i poteri degli altri.
Per il personaggio di Aro è stato ingaggiato all'attore di origine gallese Michael Sheen noto per aver interpretato nel 2006 il ruolo di Tony Blair nel film The Queen - La regina.
(Chris Weitz)
Nel ruolo di Caius è stato scelto Jamie Campbell Bower.. L'attore di origine britannica ha recitato accanto a Johnny Depp nel ruolo di Anthony Hope in Sweeney Todd - Il diabolico barbiere di Fleet Street film del 2007 diretto da Tim Burton e in RocknRolla del 2008 diretto da Guy Ritchie.

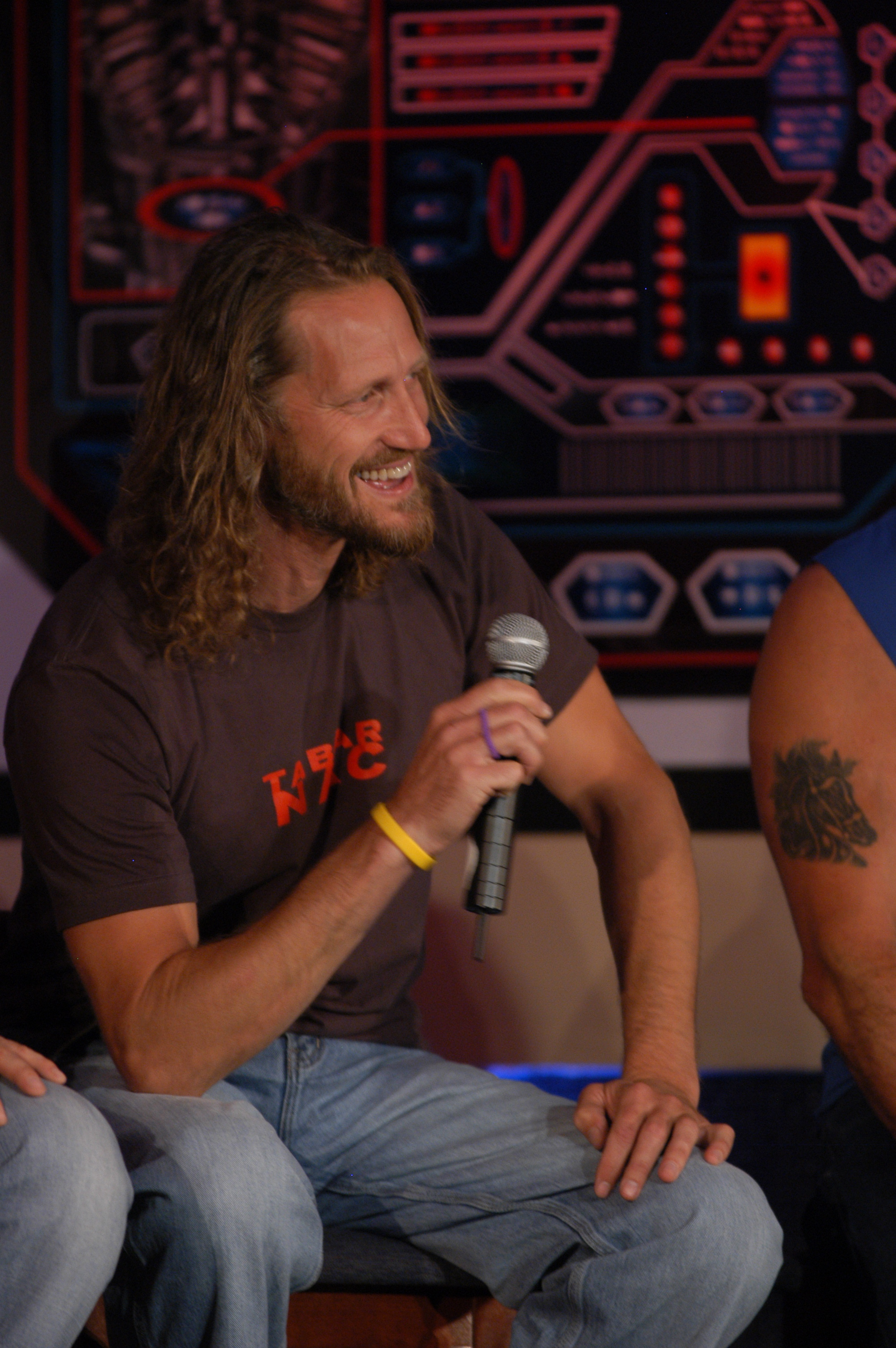
Christopher Heyerdahl - Marcus

Per il terzo membro dei Volturi, Marcus è stato ingaggiato l'attore canadese Christopher Heyerdahl.
I ruoli dei membri della guardia dei Volturi sono stati affidati a Charlie Bewley per Demetri e Daniel Cudmore per Felix. Per il ruolo di Heidi, la bella vampira che procura le vittime ai Volturi era stata considerata l'attrice televisiva AnnaLynne McCord ma al suo posto è stata alla fine ingaggiata la modella di origine canadese Noot Seear.
Fuori dal cast l'attore di origine indiana Solomon Trimble che in Twilight interpretava un piccolo cameo nel ruolo di Sam Uley.
Il ruolo di Harry Clearwater è stato affidato all'attore Graham Greene visto nel ruolo di Uccello Scalciante nel film del 1990 di Kevin Costner Balla coi lupi.
Per quanto riguarda gli altri membri del clan dei licantropi, la Summit Entertainment ha confermato l'ingaggio dei giovani attori tutti di origine indiana: Chaske Spencer, Bronson Pelletier, Alex Meraz, Kiowa Gordon, Tinsel Korey e Tyson Houseman. L'ingaggio del Wolf Pack (letteralmente "branco di lupi") è stato supervisionato dalla direttrice del casting Renee Haynes che si è occupata nel 1990 del cast di Balla coi lupi.

### Riprese

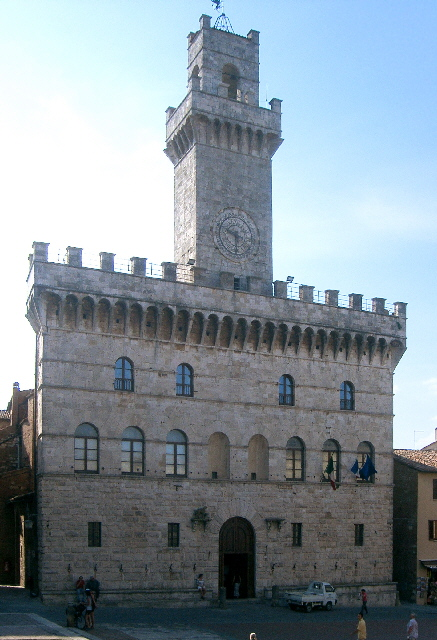
Palazzo Comunale in Piazza Grande, Montepulciano (Siena)

Le riprese del film sono iniziate il 23 marzo 2009 ai Vancouver Film Studios in Canada,.
La famosa scena di Volterra doveva essere girata in esterno nella reale Piazza dei Priori sita nella cittadina in provincia di Pisa e in interno a Cinecittà. La produzione ha deciso invece di scegliere come luogo delle riprese la cittadina di Montepulciano in provincia di Siena, considerata più adatta per la logistica e l'organizzazione. Le riprese a Montepulciano si sono svolte dal 18 al 30 maggio 2009.

## Colonna sonora
La colonna sonora di New Moon non è più stata affidata a Carter Burwell, autore della colonna sonora orchestrale di Twilight ma al musicista francese Alexandre Desplat, già autore di colonne sonore di film come Syriana (2005), Il curioso caso di Benjamin Button (2008), Mr. Magorium e la bottega delle meraviglie (2008) per citarne alcune. La scelta di Desplat è da attribuire al regista Chris Weitz, che ha già collaborato col musicista dato che ha composto anche la colonna sonora del film La bussola d'oro, diretto proprio da Weitz nel 2007.
Oltre al tema musicale orchestrale, come per la colonna sonora di Twilight, anche per questo capitolo della saga si alternano diversi musicisti alcuni dei quali hanno composto brani esclusivamente per il film. Tra questi, il gruppo musicale americano Death Cab for Cutie con il brano Meet Me on the Equinox. Il cantante e bassista del gruppo Nick Harmer, ha dichiarato: 
(Nick Harmer - Death Cab for Cutie)

Nella colonna sonora ci sono brani di Thom Yorke, leader dei Radiohead, Muse, Band of Skulls e Bon Iver. Quest'ultimo è stato uno degli artisti che ha composto un pezzo inedito appositamente per il film. Per il brano dei Muse, il leader del gruppo Matt Bellamy ha dichiarato ad MTV UK: 
(Matthew Bellamy - Muse)
Di seguito, le tracce contenute nella colonna sonora ufficiale del film:
1. Death Cab for Cutie - Meet Me on the Equinox
2. Band of Skulls - Friends
3. Thom Yorke - Hearing Damage
4. Lykke Li - Possibility
5. The Killers - A White Demon Love Song
6. Anya Marina - Satellite Heart
7. Muse - I Belong To You (New Moon Remix)
8. Bon Iver e St. Vincent - Rosyln
9. Black Rebel Motorcycle Club - Done All Wrong
10. Hurricane Bells - Monsters
11. Sea Wolf - The Violet Hour
12. Ok Go - Shooting The Moon
13. Grizzly Bear - Slow Life
14. Editors - No Sound But The Wind
15. Alexandre Desplat - New Moon (The Meadow)
16. Rasimetto - Nuova Luna (Ganacirra Remix)

La colonna sonora di New Moon è uscita in vendita in contemporanea mondiale dal 16 ottobre 2009.

## Edizioni home video

### DVD
Il DVD di The Twilight Saga: New Moon è uscito il 23 marzo 2010. Il DVD tradizionale è disponibile in tre versioni e il Blu-ray Disc in due versioni:
| - DVD disco singolo - Film; - Commento audio di Chris Weitz e del montatore Peter Lambert - DVD Special Edition - 2 dischi - Disco uno: - Film; - Commento audio di Chris Weitz e del montatore Peter Lambert; - Disco due: - Filmato esclusivo promozionale della durata di due minuti del film The Twilight Saga: Eclipse; - Il viaggio continua: documentario in sei parti sulla realizzazione di The Twilight Saga: New Moon; - La vita dopo Twilight; - Chris Weitz prende il timone; - I piccoli dettagli; - Un'occhiata alla produzione; - Non è magia; - Pronto per il mondo; - Quattro video musicali: Meet Me on the Equinox dei Death Cab for Cutie, Satellite Heart di Anya Marina, prove di I Belong to You dei Muse, Spotlight dei Mutemath; - Tredici scene estese - Edward VS Jacob: Il triangolo amoroso - Presentazione del branco - Diventare Jacob - Edward in Italia - Jacob Fast Forward - Edward Fast Forward - La confezione contiene gadget esclusivi quali una card dal film di Edward e Bella - DVD Deluxe Edition - 3 dischi - Disco uno: - Film; - Commento audio di Chris Weitz e del montatore Peter Lambert; - Disco due: - Filmato esclusivo promozionale della durata di due minuti del film The Twilight Saga: Eclipse; - Il viaggio continua: documentario in sei parti sulla realizzazione di The Twilight Saga: New Moon; - La vita dopo Twilight; - Chris Weitz prende il timone; - I piccoli dettagli; - Un'occhiata alla produzione; - Non è magia; - Pronto per il mondo; - Quattro video musicali: Meet Me on the Equinox dei Death Cab for Cutie, Satellite Heart di Anya Marina, prove di I Belong to You dei Muse, Spotlight dei Mutemath; - Tredici scene estese - Edward VS Jacob: Il triangolo amoroso - Presentazione del branco - Diventare Jacob - Edward in Italia - Jacob Fast Forward - Edward Fast Forward - Disco tre: - Undici scene tagliate - Intervista con i Volturi - Fandemonio - La musica di The Twilight Saga: New Moon - Dallo storyboard al film - La confezione contiene gadget esclusivi quali due cards dal film, una con Edward e Bella e una con Jacob | - Blu-Ray Special Edition - disco singolo - Film; - Commento audio di Chris Weitz e del montatore Peter Lambert - Filmato esclusivo promozionale della durata di due minuti del film The Twilight Saga: Eclipse; - Il viaggio continua: documentario in sei parti sulla realizzazione di The Twilight Saga: New Moon; - La vita dopo Twilight; - Chris Weitz prende il timone; - I piccoli dettagli; - Un'occhiata alla produzione; - Non è magia; - Pronto per il mondo; - Quattro video musicali: Meet Me on the Equinox dei Death Cab for Cutie, Satellite Heart di Anya Marina, prove di I Belong to You dei Muse, Spotlight dei Mutemath; - Tredici scene estese - Edward VS Jacob: Il triangolo amoroso - Presentazione del branco - Diventare Jacob - Edward in Italia - Jacob Fast Forward - Edward Fast Forward - Blu-Ray Deluxe Edition - 2 dischi - Disco uno: - Film; - Commento audio di Chris Weitz e del montatore Peter Lambert - Filmato esclusivo promozionale della durata di due minuti del film The Twilight Saga: Eclipse; - Il viaggio continua: documentario in sei parti sulla realizzazione di The Twilight Saga: New Moon; - La vita dopo Twilight; - Chris Weitz prende il timone; - I piccoli dettagli; - Un'occhiata alla produzione; - Non è magia; - Pronto per il mondo; - Quattro video musicali: Meet Me on the Equinox dei Death Cab for Cutie, Satellite Heart di Anya Marina, prove di I Belong to You dei Muse, Spotlight dei Mutemath; - Tredici scene estese - Edward VS Jacob: Il triangolo amoroso - Presentazione del branco - Diventare Jacob - Edward in Italia - Jacob Fast Forward - Edward Fast Forward - Disco due: - Undici scene tagliate - Intervista con i Volturi - Fandemonio - La musica di The Twilight Saga: New Moon - Dallo storyboard al film |

I DVD sono distribuiti dalla Eagle Pictures.

## Accoglienza

### Incassi
Nella settimana che precedeva l'uscita della pellicola nei cinema, il film ha stabilito un record per il più alto numero di biglietti acquistati in prevendita sul sito internet americano Fandango.com battendo il record precedentemente detenuto dal film Star Wars: Episodio III - La vendetta dei Sith. The Twilight Saga: New Moon ha incassato nel primo fine settimana di proiezione negli Stati Uniti la cifra di $ 142,839,137. Nelle sale italiane il film ha incassato nelle prime proiezioni circa € 2.000.000,00 raggiungendo quasi il successo di Harry Potter e il principe mezzosangue che nella prima uscita cinematografica in Italia incassò € 2.400.000,00. Tra la mezzanotte del 18 e il 19 novembre 2009 il film ha incassato circa $ 26 000 000 e nella giornata di venerdì ha raggiunto la cifra di $ 80 000 000 battendo Il cavaliere oscuro del 2008 che deteneva il record con la cifra di $ 67 000 000. Sempre negli Stati Uniti, nel fine settimana del giorno del ringraziamento la pellicola è rimasta prima in classifica raggiungendo la cifra di $ 278 000 000 suddivisi in $ 66 000 000 in cinque giorni di programmazione e $ 231 000 000 nei successivi cinque giorni. Il film ha incassato in patria la cifra di $ 297.816.253 che sommati ai $ 413,203,828 del resto delle sale mondiali raggiunge la cifra di $ 711.020.081 totali.

### Critica

#### Negli Stati Uniti
Mentre negli Stati Uniti il voto globale degli utenti di Internet Movie Database si attesta su 4.7/10. Il sito Rotten Tomatoes da un voto di 4.69/10, con solo il 28% delle recensioni positive.
La pellicola è stata nominata per i Razzie Awards 2010 nelle categorie:
- Peggior attore non protagonista a Robert Pattinson[48];
- Peggior coppia sullo schermo[49] a Kristen Stewart, Taylor Lautner e Pattinson;
- Peggior sequel[50];
- Peggior sceneggiatura a Melissa Rosenberg[51].

#### In Italia
Il film ha ricevuto critiche molto negative dalla gran parte dei critici cinematografici in Italia.
Il dizionario Morandini dà alla pellicola 1,5 stelle su 5, recensendo così: "In una cornice da leccato videoclip, una popolazione di giovani attori inespressivi si muove in una vicenda più sentimentale che fantastica, con dialoghi insostenibili. Interminabili 130 minuti, forse anche per gli appassionati della serie.".

## Sequel
Nel novembre 2008 la Summit Entertainment aveva annunciato d'aver acquistato i diritti cinematografici delle opere Twilight, New Moon, Eclipse e Breaking Dawn con l'intenzione di trasporle tutte se il primo film avesse avuto successo, per il grande schermo. Dopo l'uscita di Twilight, e durante la realizzazione di New Moon, nel febbraio 2009, la Summit confermò d'aver dato semaforo verde a The Twilight Saga: Eclipse, terzo capitolo della saga, e che ne erano stati avviati i preparativi di produzione, comunicando nel contempo che Chris Weitz non sarebbe tornato alla regia per far posto a David Slade, e con Melissa Rosenberg nuovamente incaricata della scrittura della sceneggiatura.
La regia di The Twilight Saga: Eclipse è stata affidata a David Slade; prima della conferma ufficiale di Slade, per la regia erano stati indicati diversi nomi tra cui: Juan Antonio Bayona, James Mangold, l'attrice Drew Barrymore e Paul Weitz, fratello di Chris, regista di New Moon.
Le riprese si sono svolte ai Vancouver Film Studios dal 17 agosto al 29 ottobre 2009., e l'uscita della pellicola è prevista per il 30 giugno 2010.